# زغبيات الأجنحة
زغبيات الأجنحة (الاسم العلمي: Ypsolophidae)، فصيلة حشرات عثية من رتبة حرشفيات الأجنحة. أنواعه نحو 160. كثير من المراجع تُدرجها في فصيلة عثيات ماسية الظهر.